# Actore non probante, reus absolvitur
Il brocardo "actore non probante, reus absolvitur" (letteralmente: 'se l'attore non fornisce le prove, il convenuto viene assolto') esprime un fondamentale principio giuridico in materia processuale, in virtù del quale colui che agisce in giudizio deve fornire le prove che stanno a fondamento del suo diritto; in caso contrario, la vittoria della lite sarà dell'altra parte (il convenuto nel processo civile).
Il principio è espressamente previsto nel codice civile italiano all'art. 2697:  "Chi vuol far valere un diritto in giudizio deve provare i fatti che ne costituiscono il fondamento".